# 孙达拉潘迪亚姆
孙达拉潘迪亚姆（Sundarapandiam），是印度泰米尔纳德邦Virudhunagar县的一个城镇。总人口8547（2001年）。

## 人口
该地2001年总人口8547人，其中男性4270人，女性4277人；0—6岁人口710人，其中男357人，女353人；识字率60.02%，其中男性为71.10%，女性为48.96%。